# Вершбоу, Александр
Александр Рассел Вершбоу (англ. Alexander Russell Vershbow; 3 июля 1952, Бостон, Массачусетс, США) — американский дипломат, бывший посол США в России, бывший заместитель генерального секретаря НАТО.

## Биография
В 1974 году окончил Йельский университет со степенью бакалавра по проблемам России и Восточной Европы.
В 1976 году окончил Колумбийский университет степень магистра международных отношений и диплом об окончании Института России.
В 1977 году поступил на дипломатическую службу.
В 1979—1981 годы — третий секретарь Посольства США в Москве.
В конце 80-х — начале 90-х годов был директором отдела по делам Советского Союза в Госдепартаменте, советником делегации США на переговорах по сокращению стратегических вооружений в Женеве, сотрудником Посольства США в Лондоне.
В 1991—1993 годы — заместитель постоянного представителя США и поверенного в делах Представительства США в НАТО, отвечающий за вопросы по налаживанию отношений сотрудничества со странами бывшего Варшавского договора.
В 1993—1994 годы — заместитель помощника государственного секретаря по делам Европы и Канады (НАТО). В этот период он занимался вопросами расширения НАТО, конфликтом в бывшей Югославии.
В 1994—1997 годы — специальный помощник Президента и старший директор по европейским делам в Совете национальной безопасности.
В 1998—2001 годы — постоянный представитель США в НАТО.
В июле 2001—2005 годы — Посол США в Российской Федерации. Посетил Нижний Новгород, Брянск, Калининград и Казань.
13 декабря 2002 г. Александр Вершбоу участвовал в передаче российской стороне архива Смоленского обкома ВКП(б).
В 2005—2008 годы — Посол США в Южной Корее. На этом посту Вершбоу, в целом, продолжил жёсткую линию своего предшественника Кристофера Хилла (Christopher R. Hill) в отношении КНДР. Не без оснований обвиняя Пхеньянский режим в многократных нарушениях прав человека, посол открыто назвал его «криминальным режимом».
В 2009—2012 годы — заместитель министра обороны США по вопросам международной безопасности (Assistant Secretary of Defense for International Security).
В январе 2011 года Александр Вершбоу провёл переговоры с египетским генералом Сами Хафезом Ананом.
С 2012 года по 2016 год — заместитель генерального секретаря НАТО (Deputy Secretary General of NATO). Он стал первым американцем, занявшим этот пост.
17 октября 2016 г. Александра Вершбоу сменила на посту заместителя генерального секретаря НАТО американка Роуз Геттемюллер.
27 января 2017 г. бывший заместитель генерального секретаря НАТО Александр Вершбоу призвал Конгресс США осложнить намеченную президентом Трампом процедуру снятия санкций против России.
В марте 2017 г. Вершбоу выступил с протестом против публикации скандальной статьи Егора Просвирнина «Как нам реорганизовать Прибалтику». 

## «Майские тезисы» Вершбоу (2014)
В связи с конфликтом на Украине и вмешательством в него других держав, — заместитель генерального секретаря НАТО Александр Вершбоу 2 мая 2014 года, в ходе беседы с журналистами агентства Associated Press, сделал следующие далеко идущие заявления:
- Блок НАТО, после двух десятилетий попыток построить партнерские отношения с Россией, теперь считает необходимым начать рассматривать Москву как соперника.
- Аннексия Россией Крыма и её очевидная манипуляция беспорядками на востоке Украины коренным образом изменили отношения между НАТО и Россией.
- В Центральной Европе мы, очевидно, имеем два мнения относительно того, какой должна быть европейская безопасность. Нам по-прежнему следует защищать суверенитет и свободу выбора соседей России, а Россия явно пытается вновь навязать гегемонию и ограничить их суверенитет под предлогом защиты русского мира.
- Вполне очевидно, что россияне объявили НАТО своим противником, так что мы должны начать рассматривать Россию больше не в качестве партнера, но скорее как противника, чем партнера.
- Мы хотим быть уверенными, что сможем быстро прийти на помощь соседям России, если будут угрозы, даже косвенные… Членам НАТО необходимо будет сократить время реагирования своих сил. Среди возможных действий НАТО — развертывание более крупного количества союзных боевых сил в Восточной Европе: либо постоянно, либо на основе ротации.
- Североатлантический альянс, созданный 65 лет назад как оплот против бывшего Советского Союза, рассматривает новые оборонительные меры, направленные на сдерживание России от любой агрессии у её границ против членов НАТО — таких как страны Балтии, которые когда-то были частью СССР[9].

## Семейное положение
Супруга дипломата — Лиса Вершбоу — является членом-основателем Гильдии золотых дел мастеров в Вашингтоне (Washington Guild of Goldsmiths, WGG), состоит членом Общества золотых дел мастеров Северной Америки (Society of North American Goldsmiths- SNAG). У Александра и Лисы — двое сыновей: Бенджамин (актёр) и Грегори (биолог).

## Награды
- 1990 — премия Анатолия Щаранского в области борьбы за свободу (присуждена за оказание содействия эмиграции евреев из СССР).
- 1997 — удостоен ежегодной премии Джозефа Дж. Крузела за вклад в дело мира.
- 2001 — удостоен награды Госдепартамента «За выдающиеся заслуги» за работу в НАТО.
- 2002 — Великий офицер ордена Великого князя Литовского Гядиминаса (Литва, 20 ноября 2002 года)[10].
- 2003 — Памятный знак за личный вклад в развитие трансатлантических отношений Литвы и по случаю приглашения Литовской Республики в НАТО (12 февраля 2003 года, Литва)[11].
- 2016 — Великий офицер ордена Звезды Румынии (Румыния, 14 апреля 2016 года)[12].
- 2016 — Большой крест ордена Заслуг перед Республикой Польша (Польша, июль 2016 года).
- 2016 — Орден князя Ярослава Мудрого V степени (Украина, июль 2016 года) — за значительный личный вклад в развитие отношений Украины с Североатлантическим альянсом, реформирование сектора национальной безопасности и обороны, отстаивание государственного суверенитета и территориальной целостности Украины[13].
- 2016 — Орден Золотого руна (Грузия, сентябрь 2016 года)[14].
- 2017 — Орден Креста земли Марии 2 класса (Эстония, 8 февраля 2017 года)[15].
- 2018 — Командор ордена Трёх звёзд (Латвия, 11 апреля 2018 года)[16].